# Eriachne scleranthoides
Eriachne scleranthoides är en gräsart som beskrevs av Ferdinand von Mueller. Eriachne scleranthoides ingår i släktet Eriachne och familjen gräs. Inga underarter finns listade i Catalogue of Life.